# Culanovita
Culanovita (em armênio: Կուղանովիտ; romaniz.: Kułanovit) ou Culanova, cujo nome possivelmente se originou do não atestado Culcanovita (*Kułχanovit) e deve ter relação com a Cólquis de Ptolemeu (V.12.8), segundo a Geografia de Ananias de Siracena (século VII), foi um cantão (gavar) da província (ascar) de Vaspuracânia, no Reino da Armênia. Estava localizado no vale do rio Culã (atual rio Quelã) e englobava uma área de 370 quilômetros quadrados. É possível que fosse um dos distritos do principado de Mardepetacânia, o território ancestral do mardepetes e mais tarde um grande domínio em posse da dinastia arsácida. Com a eventual anexação de Mardepetacânia pelos arzerúnidas, tornar-se-ia um dos territórios dessa família. Nessa incorporação, foi incluído como um dos cantões do principado de Albace Maior, um dos domínios originais dos Arzerúnios. Em 387, quando o Reino da Armênia foi dividido entre o Império Romano e o Império Sassânida pelos termos da Paz de Acilisena, permaneceu como um dos territórios remanescentes dos armênios. No século X, Tomás Arzerúnio atestou que o distrito ainda existia como um dos domínios arzerúnidas.